# Super Taça Nacional
Die Super Taça Nacional, zeitweise auch Supertaça „Boer“ da Guiné-Bissau, ist ein Pokalwettbewerb für Vereinsmannschaften in Guinea-Bissau.
Er stellt den Supercup des Landes dar. Dabei spielt der Landesmeister von Guinea-Bissau und der Guineabissauische Pokalsieger in einem Spiel um den Titel. Gewinnt ein Verein beide Wettbewerbe im selben Jahr (Double), tritt der Pokalfinalist im Supercup an.

## Geschichte

Logo des guineabissauischen Fußballverbandes Federação de Futebol da Guiné-Bissau (FFGB)

Mindestens seit 1960 wurde in der damaligen portugiesischen Kolonie Guinea-Bissau ein Landesmeister ausgespielt. Nach der Unabhängigkeit des Landes gründete sich 1974 der nationale Fußballverband von Guinea-Bissau, die Federação de Futebol da Guiné-Bissau (FFGB). Die FFGB organisierte 1975 erstmals die neue Landesmeisterschaft, den Campeonato Nacional da Guiné-Bissau, 1976 folgte der Landespokal Taça Nacional da Guiné-Bissau, der 1977 erstmals ausgespielt wurde.
1984 veranstaltete der Verband erstmals den Supercup Super Taça Nacional, Sieger wurde Sporting Clube de Bissau aus der Hauptstadt Bissau.
Verschiedene politische und finanzielle Krisen in Guinea-Bissau und Differenzen zwischen den Klubs führten gelegentlich zu Abbruch oder Ausfall des Fußballbetriebs im Land, und damit zu einzelnen nicht ausgetragenen Pokalwettbewerben, etwa in den Jahren nach dem Bürgerkrieg 1998.

## Siegerliste
| - 1984: Sporting Clube de Bissau - 1985: Sport Bissau e Benfica - 1986: nicht ausgetragen - 1987: nicht ausgetragen - 1988: nicht ausgetragen - 1989: unbekannt - 1990: nicht ausgetragen - 1991: nicht ausgetragen - 1992: nicht ausgetragen - 1993: Sport Portos de Bissau - 1994: Mavegro Futebol Clube (bisher Ténis Clube de Bissau) - 1995: unbekannt - 1996: unbekannt - 1997: unbekannt - 1998: unbekannt - 1999: unbekannt - 2000: unbekannt - 2001: unbekannt - 2002: unbekannt - 2003: unbekannt | - 2004: Sporting Clube de Bissau - 2005: Sporting Clube de Bissau - 2006: Clube de Futebol "Os Balantas" - 2007: unbekannt - 2008: unbekannt - 2009: unbekannt - 2010: Sport Bissau e Benfica - 2011: Desportivo Recreativo de Mansabá - 2012: nicht ausgetragen - 2013: Clube de Futebol "Os Balantas" - 2014: Nuno Tristão FC - 2015: Sport Bissau e Benfica - 2016: nicht ausgetragen - 2017: FC Canchungo - 2018: FC Cuntum - 2019: União Desportiva Internacional - 2020: nicht ausgetragen (COVID-19-Pandemie) - 2021: Sporting Clube de Bissau - 2022: Sport Bissau e Benfica - 2023: FC Canchungo |